# تاسيلا (تسكدلت)
تاسيلا هي إحدى مشيخات المملكة المغربية، تتبع جغرافيا لإقليم شتوكة آيت باها وإداريًا لتسكدلت. يقدر عدد سكانها بـ 4063 نسمة حسب الإحصاء الرسمي للسكان والسكنى لسنة 2004.